# Téa Leoni
Elizabeth Téa Pantaleoni (født 25. februar 1966) er en amerikansk skuespiller kendt under sit kunstnernavn Téa Leoni. Hun har bl.a. spillet med i film som Jurassic Park III, Deep Impact og The Family Man.

## Filmografi i udvalg
- Bad Boys (1995)
- Deep Impact (1998)
- The Family Man (2000)
- Jurassic Park III (2001)
- Spanglish (2004)
- Fun with Dick and Jane (2005)
- Ghost Town (2008)